# 인텔리노
인텔리노(영어: Intellino)는 임베디드 시스템에서 학습 및 인식 수행을 도와주는 인공지능 프로세서이다. 2019년 대한민국의 서울과학기술대학교 SoC플랫폼 연구실에서 개발되었으며, 누구나 쉽게 사용할 수 있는 인공지능 프로세서로써 학생을 위한 교육용 뿐만 아니라 관련 직종의 개발용으로도 활용된다. 인텔리노는 최적화된 경량 인공지능 알고리즘과 인터페이스를 포함하고 Verilog HDL을 이용하여 설계되었으며, 현재 Intel 사의 MAX10 시리즈 FPGA에 구현되었다. 해당 FPGA를 포함하는 개발보드는 아두이노 혹은 라즈베리 파이와 호환되며 임베디드 시스템 환경에서 인공지능을 수행할 수 있도록 도와준다. 또한 인텔리노는 파이썬 시뮬레이터를 지원하여 쉽게 인공지능 어플리케이션을 개발할 수 있는 환경을 제공한다. 
고성능, 에너지 효율적인 동작을 위해 범용 ISA 와 통합된 형태의 커스텀 프로세서 또한 존재하며, 최대 193.88배 향상된 성능과 52.75배 향상된 에너지 효율을 달성했다. 